# Loxandrus restus
Loxandrus restus är en skalbaggsart som beskrevs av Thomas Say 1823. Loxandrus restus ingår i släktet Loxandrus och familjen jordlöpare. Inga underarter finns listade i Catalogue of Life.